# Christophe Emelee
Claude Christophe Antonie Emelee (* 9. Januar 1958 auf der Insel Hiu, Torres-Inseln, Vanuatu) ist ein Politiker aus Vanuatu, der seit 2012 Mitglied im Parlament von Vanuatu ist und dort die von ihm im Juli 2014 gegründete Vanuatu National Development Party (VNDP) vertritt. Er war unter anderem zwischen 2015 und 2016 stellvertretender Premierminister und bekleidete zudem zahlreiche Ministerämter. Er war zuletzt von 2022 bis 2023 wieder Innenminister.

## Leben
Claude Christophe Antonie Emelee war als Unternehmer tätig und bekleidete von 1992 bis 1996 das Amt als Honorarkonsul in Neuseeland. Er ist seit 1998 Direktor einer Thunfisch-Fanggesellschaft und zudem seit 2003 Administrator der Fischereiflotte von Vanuatu. Darüber hinaus war er von 2003 bis 2007 Vorsitzender der Vanuatu Maritime Authority, der See- und Schifffahrtsbehörde des Landes.
Bei der Wahl am 30. Oktober 2012 wurde er für die Vanuatu National Party (VNP) im Wahlkreis Torres erstmals Mitglied im Parlament von Vanuatu und gehört diesem nach seinen Wiederwahlen am 22. Januar 2016, am 19./20. März 2020 sowie am 13. Oktober 2022 seither an. Im Kabinett von Premierminister Moana Carcasses Kalosil wurde er am 18. Februar 2014 zunächst Innenminister, aber bereits am 26. Februar 2014 von Paul Telukluk abgelöst, und fungierte daraufhin zwischen dem 26. Februar und dem 15. Mai 2014 noch als Minister für Justiz und Gemeinwesen. Nach seinem Austritt aus der VNP gründete er im Juli 2014 die Vanuatu National Development Party (VNDP), deren Vorsitzender er seither ist. Im vierten Kabinett von Premierminister Sato Kilman übernahm er am 11. November 2015 das Amt als stellvertretender Premierminister und war zugleich bis zum 11. Februar 2016 Minister für Landwirtschaft, Fischerei, Forstwirtschaft und Biosicherheit.
Nach seinem Ausscheiden aus der Regierung wurde Emelee in der elften Legislaturperiode am 3. Mai 2016 zunächst im Parlament Mitglied des Ausschusses für auswärtige Angelegenheiten und Außenhandel und zugleich Mitglied des Ausschusses für Ethik und Integrität der Mitglieder. Am 18. November 2018 wurde er in das Kabinett von Premierminister Charlot Salwai und bekleidete in diesem bis zum 20. April 2020 das Amt als Minister für Infrastruktur und öffentliche Versorgungseinrichtungen. Nach der Wahl vom 19./20. März 2020 übernahm er im Parlament die Funktion als Deputy Leader of Opposition und damit als stellvertretender Oppositionsführer. Nach der darauf folgenden Wahl am 13. Oktober 2022 wurde er am 4. November 2022 als Innenminister in das Kabinett von Premierminister Ishmael Kalsakau berufen, dem neben ihm unter anderem Jotham Napat als Außenminister, John Dahmasing Salong als Finanzminister und Kalsakau zugleich als Minister für den öffentlichen Dienst angehören. Am 5. Mai 2023 trat er als Innenminister zurück, woraufhin Rick Tchamako Mahe seine Nachfolge antrat.